# Wushu
El wushu (en chino tradicional, 武術; en chino simplificado, 武术) es a la vez una exposición y un deporte de combate completo derivado de las artes marciales chinas tradicionales. Fue desarrollado en China a partir de 1949, en un esfuerzo para estandarizar la práctica de las artes marciales tradicionales chinas, si bien los intentos de estructurar las diversas tradiciones de artes marciales descentralizados se remontan a tiempo atrás, cuando el Instituto Central Guoshu se estableció en Nankín en 1928. El término wushu es la palabra china para 'artes marciales' (武 wu = 'militar' o 'marcial'; 术 shu = 'arte'). 
Actualmente, el wushu se ha convertido en un deporte internacional a través de la Federación Internacional de Wushu (IWUF), que celebra el Campeonato Mundial de Wushu cada dos años. Los primeros campeonatos del mundo se celebraron en 1991.

## Disciplinas
El wushu competitivo se compone de dos disciplinas: Taolu (套路; formas) y Sanda (散打; combate).
Taolu implica patrones de artes marciales y acrobacias por las cuales los competidores son juzgados y reciben puntos de acuerdo a reglas específicas. Las formas comprenden movimientos básicos (posturas, patadas, puñetazos, equilibrios, saltos, barridos y lanzamientos) basados en categorías de estilos tradicionales chinos de artes marciales que pueden cambiar para las competiciones. Las Formas de competencia tienen un límite de tiempo de 1 minuto, 20 segundos para algunos estilos de boxeo externo y de cinco minutos para los estilos internos. Los competidores de wushu contemporáneo están entrenando cada vez más en las técnicas aéreas, tales como 540° 720° e incluso de 900 grados de giro en los saltos y patadas para añadir más dificultad y estilo a sus formas.
La Sanda (a veces llamado sanshouo Lei Tai) es un método de lucha moderna y el deporte influenciado por el boxeo tradicional chino, por los métodos de lucha chinos llamados Shuai jiao y por otras técnicas de combate chino como Chin Na. Cuenta con todos los aspectos de combate de wushu. La Sanda se parece mucho a Kickboxing o Muay Thai, pero incluye más técnicas de agarre. Las competiciones de combate Sanda se celebran a menudo junto a las competiciones de Taolu o formar competencias.

## Historia
En 1958, previo a las reformas llevadas a cabo por Mao Zedong durante la "Revolución Cultural", el gobierno estableció la Asociación de Wushu de China (CWA) como una organización para regular el entrenamiento de artes marciales. La Comisión Estatal China de Cultura Física y Deporte tomó la iniciativa en la creación de formas estandarizadas para la mayoría de las artes principales. Durante este período se estableció un sistema nacional de Wushu que incluía formas estandarizadas, programas de enseñanza y certificación de instructores. El Wushu se introdujo tanto a nivel preparatoria como universitario. Este nuevo sistema buscaba incorporar elementos comunes de todos los estilos y formas, así como las ideas generales de las artes marciales chinas. También buscaba incorporar los conceptos estilísticos como fuerte, blando, interior, exterior, así como las clasificaciones basadas en las escuelas, tales como Shaolin (少林), Taiji (太极), Wudang (武当) y otros elementos fueron, todos integrados en un solo sistema. El Wushu se convirtió en el estándar patrocinado por el gobierno para la formación en artes marciales en China. El impulso de la estandarización continuó llevando a la adaptación general. En 1979, la Comisión Estatal de Cultura Física y Deportes creó un grupo de trabajo especial para la enseñanza y práctica del Wushu. En 1986, el Instituto Nacional de Investigación de China de Wushu fue establecido como la autoridad central para la investigación y la administración de las actividades de Wushu en China. En 1998 los cambios en las políticas y actitudes hacia el deporte en general condujeron a la clausura de la Comisión de Deportes del Estado (la autoridad deportiva central). Este cierre fue visto como un intento por despolitizar parcialmente los deportes organizados y cambiar las políticas deportivas chinas a un mercado con mayor impulsado. Como resultado de estos cambios en los factores sociológicos dentro de China, ambos estilos tradicionales y los enfoques modernos de Wushu están siendo promovidas por la Federación Internacional de Wushu, que fue establecido en 1990.

## Eventos de Taolu Contemporáneo

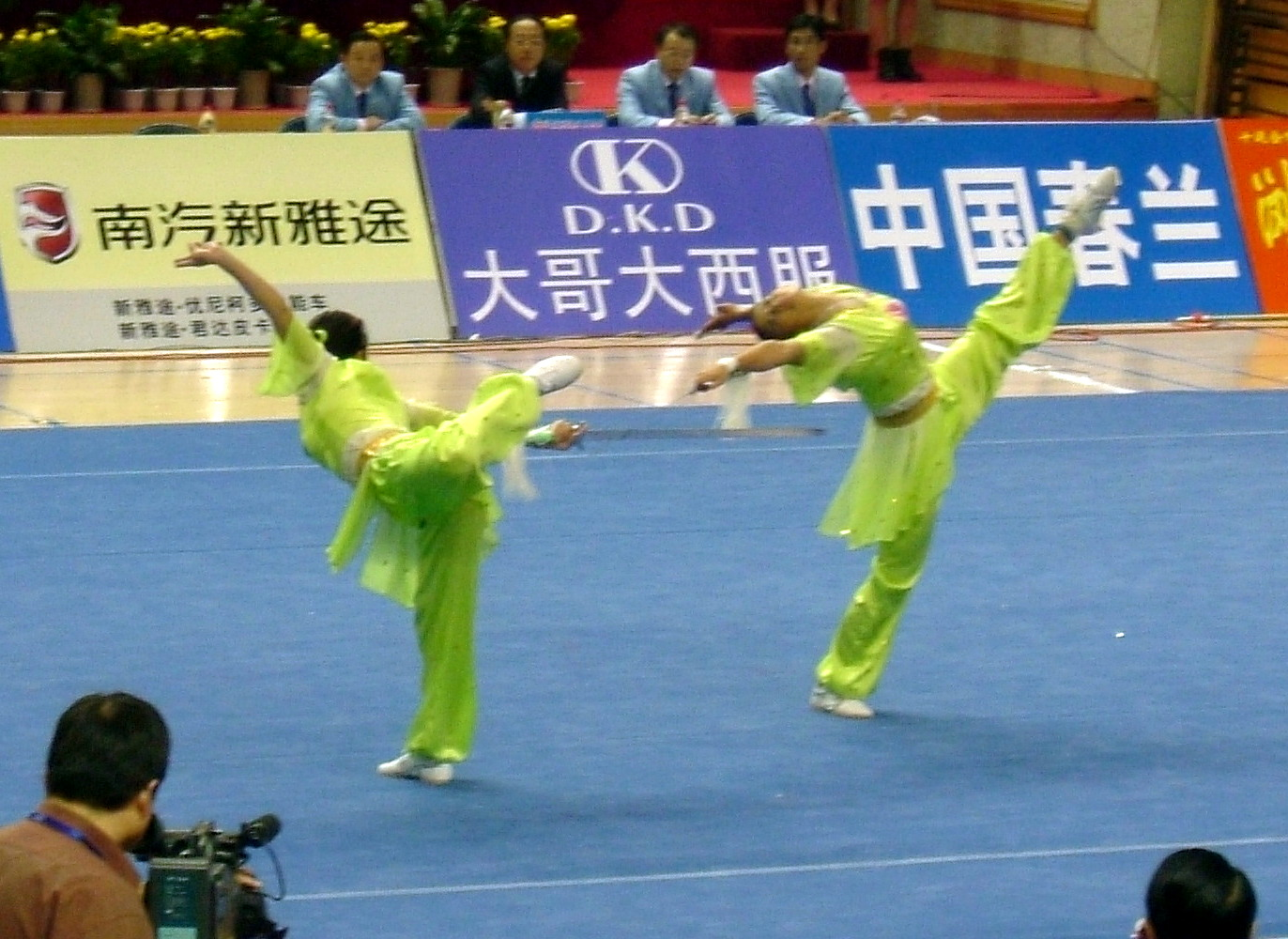
Un evento Jian Dual (coreografía)

Los eventos de Wushu se realizan utilizando muchas rutinas obligatorias o rutinas libres . Las rutinas obligatorias son aquellas rutinas que han sido ya creadas para el atleta, lo que resulta en que cada atleta realiza básicamente el mismo conjunto de estas artes . Las rutinas libres son rutinas que un atleta crea con la ayuda de su entrenador, siguiendo ciertas reglas para de grados de dificultad. 
Además de los eventos para las rutinas Libres, algunas competiciones de wushu también cuentan con eventos duales y grupales. El evento dual, también llamada Duilian  (对 练), es un evento en el que hay un combate simulado con armas o sin armas, o incluso con las manos contra las armas. El evento Dual suele ser espectacular y las acciones son coreografiadas de antemano. El evento de grupo, también conocido como jiti (集体), requiere de un grupo de personas para llevar a cabo juntos en el cual la sincronización de las acciones es crucial. Por lo general, el evento de grupo permite también la música instrumental para acompañar la coreografía durante la actuación. La alfombra utilizada para el evento de grupo también es mayor que la utilizada para las rutinas individuales. 
Anteriormente, las competiciones de wushu internacionales utilizaban mayormente rutinas obligatorias, mientras que las competiciones de alto nivel en China con mayor frecuencia utilizaban rutinas libres. Sin embargo, después de los Juegos Mundiales de Wushu en Macao 2003 se decidió optar por rutinas libres en la competencia internacional con nandu  (难度; movimientos de dificultad) integrando una calificación en escala de 10 donde se puede conseguir un máximo de 2 puntos de nandu. 
Existe cierta controversia sobre la inclusión del Nandu en el wushu, porque muchos de los movimientos creados para las demostraciones no son originalmente los movimientos utilizados en esos estilos. Además el número de lesiones que han resultado de la inclusión del Nandu han hecho que muchas personas cuestionan su inclusión. 
Los que apoyan a los nuevos requisitos de dificultad siguen la premisa de que estos movimientos ayudan al progreso del deporte y mejoran la calidad física general de los atletas. 

### Manos Libres
Changquan  (长拳 o Puño Largo) se refiere al largo alcance en estilos de wushu como Cháquán (查 拳), Huáquán (华 拳),  Hóngquán (洪拳; "puño de inundación"), y Shaolin Kungfu (少林 拳 Shàolínquán), pero esta forma de wushu es un estilo modernizado derivada de los movimientos de estos y otros estilos tradicionales. Changquan es la más vista de las formas de wushu, e incluye la velocidad, potencia, precisión y flexibilidad. El Changquan es difícil de realizar, ya que requiere una gran flexibilidad y capacidad atlética, y con frecuencia se practica desde una edad temprana. Todos los movimientos de nandu deben hacerse dentro de 4 pasos o no contarán para los puntos de nandu.
Nanquan  (南拳 o Puño del Sur) se refiere a los estilos de wushu originados en el sur de China (es decir, al sur del río Yangtze, incluyendo Hongjiaquan (Hung Gar) (洪 家 拳), Cailifoquan (Choy Li Fut) (蔡李佛 拳) y Yongchunquan (Wing Chun) (咏春拳). Muchos son conocidos por, movimientos atléticos vigorosos con posiciones bajas, muy estables y movimientos de la mano intrincados. Esta forma de wushu es un estilo moderno derivado de los movimientos de estos y otros estilos tradicionales del sur. Nanquan requiere típicamente menos flexibilidad y tiene menos acrobacias que Changquan, pero también requiere una mayor estabilidad de las piernas, una generación de energía a través de las piernas y la coordinación de la cadera. Este evento fue creado en 1960. Todos los movimientos de nandu deben hacerse dentro de 4 pasos o no contarán para su puntuación.
Taijiquan  (太极拳, T'ai chi chuan) es un estilo de wushu famoso por sus movimientos relajados, lentos, a menudo visto como un método de ejercicio para las personas mayores, y a veces conocida como " T'ai chi " en los países occidentales que no están familiarizados con el wushu. Esta forma de wushu es una recopilación moderna basada en el estilo Yáng (杨) de Taijiquan, pero incluyendo también los movimientos de los estilos Chén (陈), Wú (吴), Wǔ (武) y Sūn (孙). El Taiji contemporáneo competitivo es distinto del estilo tradicional, ya que suele implicar posturas difíciles de equilibrio, saltos y saltos con pateo. El Tai ji moderno competitivo requiere un buen equilibrio, flexibilidad y fuerza.

### Armas cortas
Dao  (刀o esta justificado como sable o cuhillo) se refiere a cualquier espada/sable curvo de un solo lado. Esta rutina de wushu es un método de Changquan para utilizar un dao en forma de hoja de sauce recortado (柳叶 刀). 
Nandao (cuchillo Estilo 南 刀 o el sur) se refiere a una rutina realizada con una espada de un filo de hoja curva basado en las técnicas de Nanquan. El arma y las técnicas parece estar basado en las espadas de mariposa de Yongchunquan, un estilo del sur conocido. En la forma de Wushu, la cuchilla se ha alargado y cambiado de modo que solo se utiliza una en lugar de un par. Este evento fue creado en 1992. 
Jian (剑 o una espada de doble filo) se refiere a cualquier espada de hoja de doble filo, pero esta forma de wushu es un método Changquan para utilizar el jian. 
Taijijian (太极 剑 o arma de doble filo de Taiji) es un evento usando el jian basado en métodos de Taijiquan jian tradicionales.

### Armas largas
Gun (棍 o garrote) se refiere a un garrote largo (hecho en madera de cera blanca) tan alto como la muñeca de una persona que lo utiliza de pie con los brazos extendidos hacia arriba, pero esta forma de wushu es un método Changquan de usar el garrote de madera de cera blanca. 
Nangun (南 棍 o garrote del sur) es un método de Nanquan para utilizar el garrote. Este evento fue creado en 1992. 
Qiang (枪 o lanza) se refiere a una lanza flexible, con pelo de caballo rojo unido a la punta de la lanza, pero esta forma de wushu es un método de Changquan de utilizar el qiang.

## Otras rutinas de taolu
La mayoría de las rutinas utilizadas en el deporte son nuevas recopilaciones, modernizadas de las rutinas tradicionales. Sin embargo, las rutinas tomadas directamente de los estilos tradicionales, incluyendo los estilos que no son parte de los eventos estándar, se puede realizar en la competencia, sobre todo en China. Estas rutinas generalmente no cosechan tantos puntos como sus contrapartes modernas, y se realizan en eventos separan de los eventos de rutina obligatorias. Entre éstas, las rutinas más comunes incluyen: 
- Baguazhang (八卦 掌) – Palma de Ocho Trigramas
- Bajiquan (八极拳) – Puño/Boxeo de Ocho Extremos
- Chaquan (查 拳)  – Puño/Boxeo Cha
- Changquan (长拳) – Puño Largo
- Chuojiao (戳 脚) – pies empujando
- Di Tang Quan (地 躺 拳) – Puño/Boxeo Propenso a la tierra
- Fanziquan (翻 子 拳) – Puño/Boxeo de caída
- Houquan (猴拳) – Puño/Boxeo de mono
- Huaquan (华 拳) – Puño/Boxeo Hua
- Nanquan (南拳) – Puño/Boxeo del Sur
- Paochui (炮 捶) –  Golde de Cañón
- Piguaquan (劈挂 拳) – Puño/Boxeo de Chop-Hitch
- Shequan (蛇 拳) – Puño/Boxeo de Serpiente
- Tantui (弹腿) – Pierna de Primavera
- Tanglanquan (螳螂拳) – Puño/Boxeo de la Mantis religiosa
- Tongbeiquan (通 背 拳) – Puño/Boxeo a través de la espalda
- Wing Chun (Yongchunquan) – Eterna Primavera
- Xingyiquan (形意拳) – Puño/Boxeo forma de Intención
- Yingzhuaquan (鹰爪 拳) – Puño/Boxeo de Garra de Águila
- Zuiquan (醉酒 拳) – Puño/Boxeo del Borracho

## Rutinas de armas tradicionales
También hay una categoría de armas tradicionales, que a menudo incluye las siguientes: 
- Changsuijian (长 穗 剑) – Espada con borlas
- Shuangshoujian (双手剑) – Espada a dos manos
- Jiujiebian (九节鞭) – Cadena de Nueve Secciones
- Sanjiegun (三节棍) – Garrote de tres Secciones
- Shengbiao (绳 镖) – Cadena con punta de Dardo
- Dadao (大刀) – Espada Larga
- Pudao (扑 刀) – Cuchillo de caballo
- Emeici (峨嵋刺) – Dagas Emei
- Shuangdao (双刀) - Doble espada
- Shuangjian (双剑) - Doble Espada directa
- Shuangbian (双鞭) - Doble Látigo de nueve secciones
- Shuanggou (双钩) - espada de doble de halcón

## Sanda (combate)
La otra disciplina principal del wushu contemporáneo es Sanda o, 运动 散打 (Yundong Sǎndǎ en chino mandarín, Deporte Lucha libre), o Jingzheng Sanda 竞争 散打 (chino mandarín, combate competitivo libre): Es un método de lucha moderna, un deporte, y un mecanismo de aplicación de Wushu /Kung Fu influenciado por el Boxeo tradicional de China, en el que el derribe y las caídas son legales en la competencia, así como todos los otros tipos de golpeo (el uso de brazos y piernas). Los métodos de lucha chinos llaman Shuai Jiao y otras técnicas de ataque chinas como Chin Na. Cuenta con todos los aspectos de combate de wushu.
La Sanda se parece mucho a Kickboxing o Muay Thai, pero incluye muchas técnicas de agarre. Las competiciones de combate de Sanda se celebran a menudo junto con las de taolu o competencias de formas. La Sanda representa el desarrollo moderno de concursos de Lei Tai, pero con reglas en el lugar para reducir la posibilidad de lesiones graves. Muchas escuelas chinas de artes marciales enseñan o trabajan dentro de los conjuntos de reglas de Sanda, trabajando para incorporar el movimiento, las características, y la teoría de su estilo. 
Los artistas marciales chinos también compiten en deportes de combate “no chinos” o mixtos, incluyendo el boxeo, el kickboxing y las artes marciales mixtas. La Sanda se practica en los torneos y, normalmente se llevan a cabo eventos de taolu en competiciones de wushu. Por razones de seguridad, algunas de las técnicas de autodefensa, como golpes con el codo, estrangulaciones y llaves no son permitidas durante los torneos. Los competidores pueden ganar por nocaut o puntos que se ganan por acertar un golpe al cuerpo o la cabeza, tirar a un oponente, o cuando la competencia se lleva a cabo en una plataforma de leí tai, empujando al contrincante fuera de la plataforma. A los peleadores solo se les permite hacer el clinch (amarrarse) durante unos segundos. Si el clinch no se rompe por los combatientes, y si no tiene éxito en el derribe de su oponente dentro del límite de tiempo, el árbitro romperá el clinch. En los EE. UU., las competiciones se llevan a cabo ya sea en cuadrilateros de boxeo o en plataformas elevadas de Lei Tai. Los peleadores aficionados usan equipo de protección.
La "Sanda Amateur" permite patadas, puñetazos y derribes. Una competición que tuvo lugar en China, llamada el "Rey de Sanda", se llevó a cabo en cuadrilatero similar en el diseño a un ring de boxeo, pero de mayor dimensión. Como profesionales, los peleadores no llevan equipo de protección, excepto los guantes, concha y protector bucal. “Sanda Profesional" permite golpes de rodilla (incluso a la cabeza), así como patadas, puñetazos y derribes. 
Algunos combatientes de Sanda han participado en torneos de lucha como el K-1 y el  “Shoot Boxing”. Estos atletas han tenido cierto grado de éxito, sobre todo en las competiciones de Shoot Boxing, que es más similar a la Sanda. Debido a las reglas de la competencia de Kickboxing, los combatientes de Sanda están sujetos a más limitaciones que de costumbre. Además competidores notables en Artes Marciales mixtas, competiciones de artes marciales chinas, competición de pelea “Art of War” y “Ranik Ultimate Fighting Federation” son predominantemente deportistas que tuvieron relación con el wushu. La Sanda ha aparecido en muchas competiciones de estilo-contra-estilo. EL Muay Thai se enfrenta con frecuencia contra Sanda así como Karate, Kickboxing, y Tae Kwon Do. Aunque es menos común, algunos practicantes de Sanda también han luchado en las competiciones mixtas estadounidenses de artes marciales.

## Competiciones
Lista de las principales competiciones internacionales y regionales con wushu: 
- Campeonato Mundial de Wushu
- Campeonato Mundial Junior de Wushu
- Campeonato Mundal de Wushu Tradicional (Kung Fu)
- Campeontato Mundal de Taijiquan
- Juegos Mundiales
- Juegos de Combate Mundial
- Juegos Asiáticos
- Juegos de Asia Oriental (extincto)
- Juegos del Sudeste Asiático
- Juegos de Asia del Sur

## Practicantes destacados
- Donnie Yen (甄子丹) – Artista chino marcial y actor, se entrenó con el equipo de Wushu de Beijing.
- Jade Xu (徐慧慧) es una actriz de artes marciales. Ganó el Campeonato Mundial quatro veces seguidas desde 2003 hasta 2009. Poco después de su carrera deportiva, Jade Xu recibió ofertas para protagonizar varias producciones internacionales de cine y televisión, como Tai Chi 0, Tai Chi Hero y La Leyenda del Wing Chun. Ha iniciado con éxito una segunda carrera como actriz.
- Jet Li (李连杰) - posiblemente el más famoso practicante de wushu en el mundo. Comenzó en el wushu de competición y ganó fama ya que fue campeón nacional de Wushu en China cinco veces como miembro del equipo de Wushu de Beijing, fue seleccionado después para demostrar su wushu en la pantalla grande en la película de éxito mundial Templo Shaolin. Muchos de sus antiguos compañeros de equipo también han aparecido en pantalla con él, sobre todo en sus películas más antiguas.[12]
- Ray Park - mostró sus habilidades en el wushu en varias películas importantes, incluyendo su interpretación de Darth Maul en Star Wars Episodio I: La amenaza fantasma, así como interpretando a Sapo en la película X-Men (2000) y como doble de acción de Robin Shou y James Remar en Mortal Kombat: aniquilación[13][14] También en gran medida reentrenado antes de la filmación de GI Joe:. The Rise of Cobra, en la que interpretó el experto en artes marciales Snake Eyes.[15] Compitió en el Campeonato Mundial de Wushu de 1993.
- Wu Bin (吴 彬) - El entrenador de Jet Li en el equipo de Wushu de Beijing. Entrenó a más campeones del wushu que cualquier otro entrenador en China.
- Wu Jing (吴京) - El actor chino que fue enviado al Instituto de Deportes de Beijing en Shichahai en Pekín cuando tenía 6 años de edad. Al igual que Jet Li, compitió como miembro del equipo de Wushu de Beijing en competiciones de wushu a nivel nacional en China. Tanto su padre como su abuelo también eran artistas marciales[16]
- Yuan Wenqing (原文 庆) - Uno de los más famosos, exitosos y experimentados practicantes de wushu en el mundo que ha ganado incontables medallas de oro en Campeonatos de China, de Asia y del Mundo. Él es un exatleta Shanxi del equipo de wushu entrenado por los entrenadores Pang Lin Tai y Zhang Ling Mei. Él es el más famoso atleta por su Changquan, DaoShu, GunShu, ShuangDao y DiTangQuan. Un número de sus rutinas (Taolu) se convirtieron en las rutinas de competición estándar oficiales (GuiDing) durante varios años hasta que las nuevas rutinas de Taolu se introdujeron.[17]
- Zhao Qingjian (赵庆 建) – comenzó a aprender las artes marciales a la edad de 7 años, y era un miembro más destacado del equipo de Wushu de Beijing. Conservó su clasificación #1 en los Juegos de China de 2009. Actualmente se ha retirado del circuito profesional de la competencia.[18] Ha ganado en el Campeonato Mundial de Wushu, Juegos Asiáticos, Juegos de Asia Oriental, los Juegos Mundiales, y en el Torneo de Wushu de Pekín 2008.
- Zhao Changjun (赵长军) - Una de las mayores leyendas clásicas del wushu contemporáneo del siglo XX. Su rivalidad con Jet Li fue legendaria, perdiendo el primer lugar en Changquan Varonil en la competencia para hombre de 1978, la leyenda dice que fue debido al meñique de Zhao que estaba ligeramente fuera, dando lugar a una deducción minúscula de puntos que le costó el oro. Después de Jet Li se fue para convertirse en un actor, el campo quedó abierto y durante casi toda una década el Sr. cían a Zhao». Formado tanto en Wushu tradicional como en el Wushu Contemporáneo, a Ditang Quan, Gunshu y Daoshu se las conoce como "las tres únicas de Zhao". También fue entrenado en el Cha quan tradicional, un estilo de wushu tradicional genuinamente musulmán. Se retiró en 1987 y actualmente posee una escuela de Wushu.[19][20]

## Wushu como un evento olímpico
El IWUF mando una petición al Comité Olímpico Internacional (COI) para tener al wushu incluido en futuros Juegos Olímpicos, pero no tuvo éxito. Sin embargo, el COI permitió a China organizar un competencia internacional de wushu durante los Juegos Olímpicos de Beijing 2008. Este evento no fue uno de los 28 deportes olímpicos oficiales, ni tampoco es un evento de demostración. En su lugar, fue llamado el “Torneo de Wushu de Pekín 2008" (Beijing Wushu Tournament 2008). El Wushu fue uno de los 8 deportes que fueron considerados para su inclusión en los Juegos Olímpicos de 2020, pero fue rechazado nuevamente en 2015.
El wushu fue un deporte por invitación en Juegos Olímpicos de la Juventud de Nankín 2014 y volverá en 2026.